# Kapitalizacja giełdowa
Kapitalizacja giełdowa – w terminologii używanej na giełdach papierów wartościowych wartość akcji spółki akcyjnej równa iloczynowi aktualnego kursu akcji i liczby akcji wyemitowanych przez spółkę.
Akcje odzwierciedlają własność, tym samym kapitalizacja giełdowa przedsiębiorstwa stanowi dokonaną przez rynek kapitałowy wycenę jego aktywów netto, czyli kapitału. Kapitalizacja giełdowa różni się od wartości księgowej kapitału, która jest księgową miarą, opierającą się na łącznej kwocie kosztów historycznych. W związku z tym, że w tradycyjnym sprawozdaniu finansowym nie próbuje się mierzyć wielu aspektów rzeczywistości finansowej (np. wartości nazw marek), kapitalizacja giełdowa może znacznie się różnić od wyliczeń księgowych.